# سبال اليابا
سبال اليابا (الاسم العلمي: Sabal yapa) هو نوع نباتي يتبع جنس السبال من فصيلة الفوفلية.